# Diacyclops nearcticus
Diacyclops nearcticus är en kräftdjursart som först beskrevs av Andreas Kiefer 1934.  Diacyclops nearcticus ingår i släktet Diacyclops och familjen Cyclopidae. Inga underarter finns listade i Catalogue of Life.